# لمیول فرانسیس ابوت
لمیول فرانسیس ابوت (انگلیسی: Lemuel Francis Abbott; ۱ ژانویهٔ ۱۷۶۰ – ۱ ژانویهٔ ۱۸۰۳) نقاش پرتره اهل بریتانیایی بود. عمده شهرت او به واسطه کشیدن پرتره‌ای از هوریشیو نلسون (که در حال حاضر در اتاق ترکاتای ساختمان شماره ۱۰ خیابان داونینگ آویزان است) و دیگر افسران نیروی دریایی و شخصیت‌های ادبی سده ۱۸ میلادی است. از میان این افراد می‌توان به ویلیام هرشل اخترشناس و ویلیام کوپر شاعر اشاره کرد.
او در ۱۷۶۰ (یا ۱۷۶۱) در لسترشر به دنیا آمد. او فرزند لمیول ابوت و مری بود. پدرش لمیول ابوت، کشیش و شاعر، معاون کشیش انستی (و بعداً جانشین کشیش تورنتون) بود. در ۱۷۷۵ در چهارده‌سالگی به لندن رفت شاگرد فرانسیس هیمن (نقاش و از بنیان‌گذاران آکادمی سلطنتی هنر) بود. پس از مرگ هیمن در ۱۷۷۶ پیش خانواده‌اش برگشت و به پرورش استعدادهایش پرداخت. برخی از متخصصان بر این گمانند که او شاگرد جوزف رایت نیز بوده است.
او در ۱۸۷۰ ازدواج کرد و در لندن ساکن شد. با این‌که آثار او در آکادمی سلطنتی هنر به نمایش درمی‌آمد اما هیچ‌گاه عضو آکادمی نشد. گفته شده کار زیاد، تعهدات بسیار و ناخشنودی از زندگی شخصی به جنون او انجامید. او در ۱۷۹۸ مجنون اعلام شد و از سوی توماس مونرو (پزشک جرج سوم) تحت درمان قرار گرفت. او در ۵ دسامبر ۱۸۰۲ درگذشت.

## نگارخانه

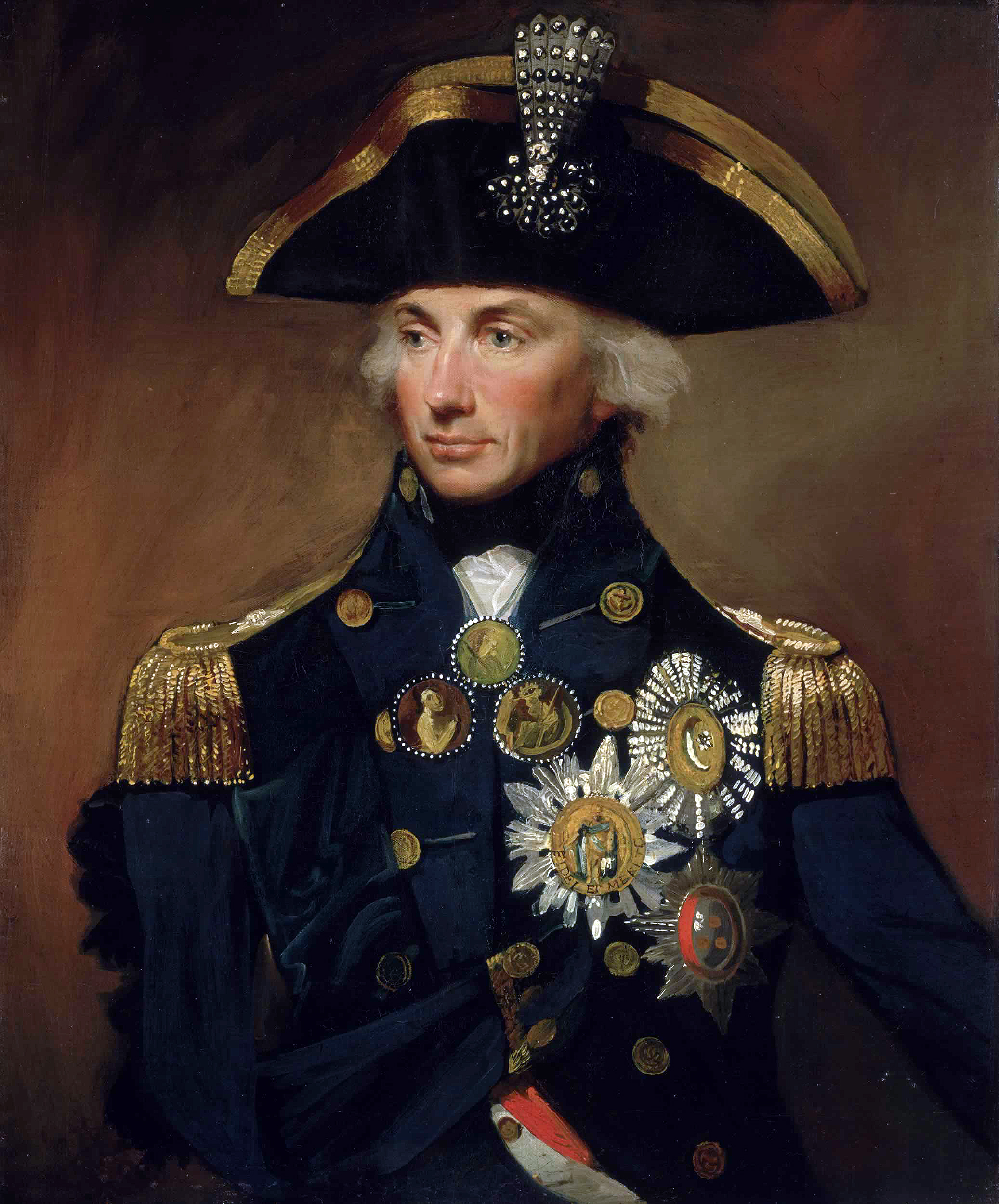
پرتره هوریشیو نلسون (۱۷۹۹)